# 1955年全仏選手権 (テニス)
1955年 全仏選手権（1955ねんぜんふつせんしゅけん、Internationaux de France de Roland-Garros 1955）に関する記事。フランス・パリにある「ローランギャロス・スタジアム」にて開催。

## 大会の流れ
- 男子シングルスは「116名」の選手による7回戦制、女子シングルスは「55名」の選手による6回戦制で行われた。男子は12名、女子は9名の選手に「1回戦不戦勝」（抽選表では“Bye”と表示）があった。
- シード選手は男子・女子ともに16名。シード選手でも、1回戦から出場した人と、2回戦から登場した人がいる。2回戦から登場した選手が初戦敗退の場合は「2回戦＝初戦」と表記する。

## シード選手

### 男子シングルス
1. トニー・トラバート　（優勝、大会2連覇）
2. ビック・セイシャス　（ベスト8）
3. バッジ・パティー　（ベスト8）
4. ハミルトン・リチャードソン　（ベスト4、途中棄権）
5. アーサー・ラーセン　（4回戦）
6. エンリケ・モレア　（4回戦）
7. ジュゼッペ・メルロ　（ベスト4）
8. メルビン・ローズ　（ベスト8）
9. ヴワディスワフ・スコネツキ　（4回戦）
10. フィリップ・ワッシャー　（4回戦）
11. スベン・デビッドソン　（準優勝）
12. ハーバート・フラム　（ベスト8）
13. ポール・レミー　（4回戦）
14. ジャック・ブリシャン　（4回戦）
15. クルト・ニールセン　（4回戦）
16. ルイス・アヤラ　（4回戦）

### 女子シングルス
1. ベバリー・フライツ　（ベスト4）
2. アンジェラ・モーティマー　（初優勝）
3. ダーリーン・ハード　（2回戦）
4. ドロシー・ヘッド・ノード　（準優勝）
5. シャーリー・ブルーマー　（ベスト8）
6. パトリシア・ウォード　（3回戦）
7. エリカ・ヴォルマー　（ベスト8）
8. ジネット・ブケイユ　（ベスト8）
9. ジュジャ・ケルメツィ　（1回戦）
10. モード・ガルティエ　（1回戦）
11. ベリル・ペンローズ　（ベスト8）
12. ヘイゼル・レディック・スミス　（3回戦）
13. アンジェラ・バクストン　（3回戦）
14. トト・ツェーデン　（3回戦）
15. アン・マリー・ゼーガース　（2回戦＝初戦）
16. レア・ペリコリ　（2回戦＝初戦）

（注：オリジナルの抽選表では「第8シード」がブケイユとブルーマーの2人いるが、「第5シード」が見当たらない。これはPDF作成時のミスと考えられる。）

## 大会経過

### 男子シングルス
準々決勝
- トニー・トラバート vs.  メルビン・ローズ　6-2, 3-6, 6-3, 6-0
- ハミルトン・リチャードソン vs.  ハーバート・フラム　6-3, 4-6, 6-1, 6-3
- スベン・デビッドソン vs.  バッジ・パティー　7-5, 10-8, 6-0
- ジュゼッペ・メルロ vs.  ビック・セイシャス　12-10, 6-3, 6-3

準決勝
- トニー・トラバート vs.  ハミルトン・リチャードソン　6-1, 2-2 （途中棄権）
- スベン・デビッドソン vs.  ジュゼッペ・メルロ　6-3, 6-3, 6-2

### 女子シングルス
準々決勝
- ベバリー・フライツ vs.  ジネット・ブケイユ　6-1, 6-1
- ドロシー・ヘッド・ノード vs.  シャーリー・ブルーマー　6-3, 6-3
- ヘザー・ブリュワー vs.  ベリル・ペンローズ　7-5, 6-8, 6-3
- アンジェラ・モーティマー vs.  エリカ・ヴォルマー　6-3, 6-4

準決勝
- ドロシー・ヘッド・ノード vs.  ベバリー・フライツ　6-2, 6-3
- アンジェラ・モーティマー vs.  ヘザー・ブリュワー　6-1, 6-1

## 決勝戦の結果
- 男子シングルス： トニー・トラバート vs.  スベン・デビッドソン　2-6, 6-1, 6-4, 6-2
- 女子シングルス： アンジェラ・モーティマー vs.  ドロシー・ヘッド・ノード　2-6, 7-5, 10-8
- 男子ダブルス： ビック・セイシャス＆ トニー・トラバート vs.  ニコラ・ピエトランジェリ＆ オーランド・シロラ　6-1, 4-6, 6-2, 6-4
- 女子ダブルス： ベバリー・フライツ＆ ダーリーン・ハード vs.  シャーリー・ブルーマー＆ パトリシア・ウォード　7-5, 6-8, 13-11
- 混合ダブルス： ゴードン・フォーブズ＆ ダーリーン・ハード vs.  ルイス・アヤラ＆ ジェニファー・ステーリー　5-7, 6-1, 6-2